# LCA GAME GUILD
LCA GAME GUILD（LCAゲームギルド、LGG）は、細金恒希によって2019年に設立された日本のNFTゲームギルド。Web3プロジェクト開発企業へのコンサルティング等を行っている。

## 概要
- ギルド参加人数：1,000人以上
- Discord人数：10,000人以上[2]
- スカラー数：600人以上[3]
- 運用NFT金額：30億円以上

オンラインコミュニティLCA（Life Create Academy）が運営。

## 事業内容
コンサルティング事業
- マーケット情報の共有
- トークノミクス開発支援
- Web3マーケティング支援

メディア事業「LGG Research」
Web3市場の調査や開発ノウハウを展開するリサーチサイト「LGG Research」を運営。
ESG事業「シングルマザーサポートプログラム」
一般社団法人日本シングルマザー支援協会と連携し、NFTゲームのスカラーシップ制度を活用することによるシングルマザーの収入を増やす機会を提供。

## パートナーシップ
DEA社（digital entertainment asset pte. ltd）の運営する『JobTribes』において、オフィシャルパートナーギルドに選出。
2022年5月9日　一 般社団法人日本シングルマザー支援協会とパートナーシップ契約の締結を発表。
2022年12月12日　株式会社スクウェア・エニックスによるNFTコレクティブルアートプロジェクト「SYMBIOGENESIS」のマーケティングパートナーとして協業を開始することを発表。
2023年　DMM.comのWeb3事業を担うDM2C Studioと戦略的パートナーシップを締結したことを発表。

## PvPランキング実績
トレーディングカードゲーム『JobTribes』
- 2021年8月開催のPvP優勝者で争う世界大会において、LGG所属のプレイヤーが1位から6位までを独占。
- 2021年12月開催のスカラーシップ導入後初のPvP大会では、TOP10中、1位と2位、4～9位までを獲得。

shinkei
- 第1回Jobtribesワールドチャンピオンシップ大会3位
- PvP2021年1月大会：1位
- PvP2021年2月大会：1位
- PvP2021年7月大会：1位
- PvPヴァンガードCUP：1位

ajihurai
- 第1回Jobtribesチャンピオンシップ大会優勝（初代チャンピオン）
- PvP2021年4月大会：3位
- PvP2021年6月大会：2位
- 第2回Jobtribesチャンピオンシップ大会優勝

Neoneow
- 第1回Jobtribesチャンピオンシップ大会準優勝
- PvP3月大会優勝
- PvP4月大会優勝
- 5月にNeoneow杯開催（冠大会）